# Hogna sinaia
Hogna sinaia este o specie de păianjeni din genul Hogna, familia Lycosidae, descrisă de Roewer, 1959.
Este endemică în Egipt. Conform Catalogue of Life specia Hogna sinaia nu are subspecii cunoscute.